# Parabuthus somalilandus
Espèce
Parabuthus somalilandus est une espèce de scorpions de la famille des Buthidae.

## Distribution
Cette espèce est endémique du Somaliland en Somalie. Elle se rencontre de Sheikh à Hargeisa.

## Description
Le mâle holotype mesure 75,69 mm et la femelle paratype 87,09 mm.

## Étymologie
Son nom d'espèce lui a été donné en référence au lieu de sa découverte, le Somaliland.

## Publication originale
- Kovařík, Lowe, Elmi & Šťáhlavský, 2019 : « Scorpions of the Horn of Africa (Arachnida: Scorpiones). Part XXI. Parabuthus (Buthidae) (Part II), with description of five new species from Somaliland and Ethiopia. » Euscorpius, no 290, p. 1-63 (texte intégral).